# Adenocarpus ombriosus
Adenocarpus ombriosus е вид растение от семейство Бобови (Fabaceae). Видът е застрашен от изчезване.

## Разпространение
Разпространен е в Испания.